# Sammandrabbningen vid Vänersborg 1645
Sammandrabbningen vid Vänersborg var ett mindre slag mellan svenska och norska styrkor under Hannibalsfejden som var en del av Torstenssons krig. Svenskarna segrade och norrmännen retirerade mot Bohuslän.